# Era de los Buenos Sentimientos

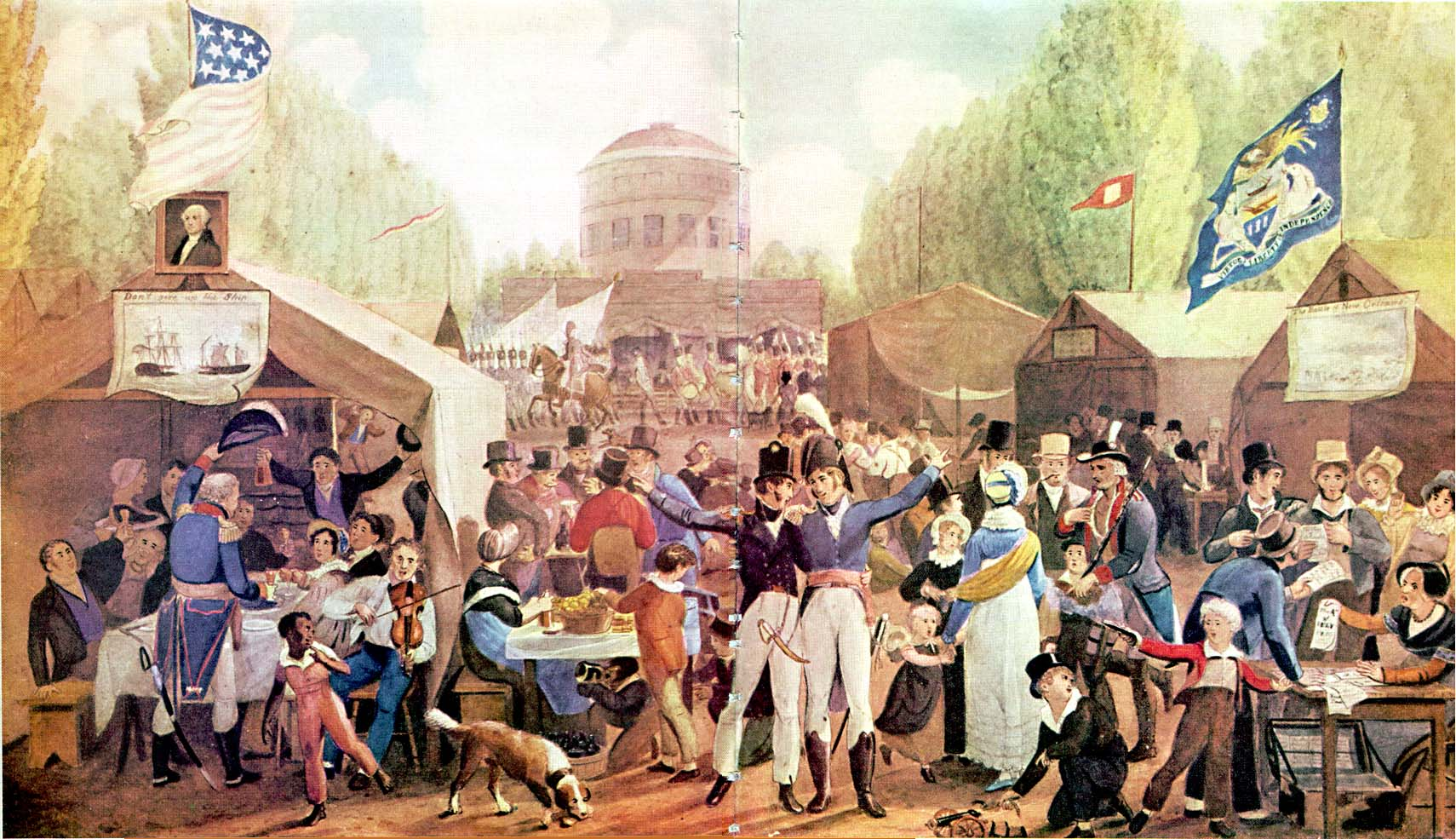
La celebración del del Día de la Independencia en la Plaza Central de Filadelfia de John Lewis Krimmel, 1819

La Era de los Buenos Sentimientos marcó un período en la historia de los Estados Unidos que reflejó un sentimiento nacionalista, el cual, al menos temporalmente, mantuvo unidos a los estadounidenses tras la Guerra de 1812.   La época se vio marcada por el colapso del Partido Federalista y el fin de las amargas disputas partidistas entre este mismo y el Partido Demócrata-Republicano dominante durante el Primer Sistema de Partidos .   El presidente James Monroe se esforzó en erradicar por completo los partidos políticos de la política nacional ofreciendo cargos políticos en su administración a varios políticos sin importar su afiliación partidista.   
Durante y después de las elecciones presidenciales de 1824, el Partido Demócrata-Republicano se dividió entre los partidarios de la democracia jacksoniana (Demócratas), y los opositores de esta misma (Nacional-Republicanos), lo que dio lugar al Segundo Sistema de Partidos.
Los historiadores suelen ser escépticos a la hora de describir esta era como una de buenos sentimientos, dado que ya empezaban a ser visibles las divisiones internas de la administración Monroe y del Partido Demócrata-Republicano. 